# Jean-Charles Tacchella
Jean-Charles Tacchella (Cherburgo, 23 de septiembre de 1925 - Versalles, 29 de agosto de 2024) fue un guionista y director de cine francés.

## Juventud
Tacchella estudia en Marsella donde, muy joven, se apasiona por el cine. Después de la Segunda Guerra Mundial y a los 19 años, entra en la revista L'Écran français. Los principales directores colaboran entonces: Jean Renoir, Jacques Becker, Jean Grémillon, entre otros. Conoce André Bazin, siete años más grande, de Nino Frank, Roger Leenhardt, Roger Therond y Alexandre Astruc.
Amigo de Erich von Stroheim, de Anna Magnani, de Vittorio De Sica y crea con Henri Colpi un mensual Cine Digest . En 1948, Tacchella funda con André Bazin, Jacques Doniol-Valcroze, Alexandre Astruc, Claude Mauriac, René Clement y Pierre Kast, un cineclub de vanguardias «Objetivo 49», el presidente del cual es Jean Cocteau. Este cineclub, que tenía que ser la cuna de la Nouvelle Vague, organiza el Festival de cine MaudiP, en Biarritz en 1949 - el primer festival de la película de autor. Ese año, Tacchella es contratado como gagman por el productor Pierre Braunberger. Comienza a trabajar anónimamente para guiones, sobre todo Demain, il sera trop tard de Léonide Moguy con Vittorio De Sica. Colabora igualmente en la televisión entonces naciente, imaginando la primera emisión en la cual participa el público. Després abandona el periodismo.
Casado en 1950 con Liliane Maigné (1928-2004), actriz con la que tendrá dos hijos: Xavier Tacchella (1951-2013), autor y Bertrand Tacchella (1954), pintor. Divorciados en 1957.
Yves Ciampi le llama para escribir películas: Les héros sont fatigués, Typhon à Nagasaki entre otros. De 1955 a 1962, firma una veintena de guiones, entre los que destacan La Loi, c'est la loi de Christian-Jaque, Voulez-vous danser avec moi ?  de Michel Boisrond, Le Voleur de Tibidabo de Maurice Ronet, La Longue Marche de Alexandre Astruc, entre otros. Con Gérard Oury, escribe diferentes guiones, sobre todo Le Crims ne paie pas y la primera versión de La Grande Vadrouille. Su película preferida de este período es Les Honneurs de la guerre de Jean Dewever.

## Incursión en la dirección
A comienzos de los 60, Tacchella interrumpe
su carrera de guionista y comienza a preparar proyectos de películas que él mismo quiere dirigir. Algunos de estos proyectos fracasan, y no es hasta 1969, que rueda su primera película como director Les Derniers Hiverns una película de 23 minutos de duración y con treinta actores. Al mismo tiempo, se apasiona en nuevas experiencias: folletos para la televisión (en 1965-1966, escribe 40 horas de televisión entre las que se encuentra el popular Vive la vie). También es autor de teatro (tres de sus piezas son interpretadas en el Teatre Mouffetard). Pero Les Derniers Hiverns impone Tacchella como realizador.
Dos años más tarde, rueda su primer largometraje, Voyage en Grande Tartarie, una obra bastante obscura donde destaca Jean-Luc Bideau y la actriz quebequesa Micheline Lanctôt.
Tacchella cambia de registro con su segunda película Primo, prima, una comedia agridulce en la que trabajan los actores Victor Lanoux, Marie-Christine Barrault y Marie-France Pisier. La película se convierte  en uno de los grandes éxitos del año en Francia, conquistando por igual tanto al público galo como al enorme público estadounidense. Lo atestigua el hecho, poco trivial para una película francesa, que Primo, prima es nominada tres veces en los Óscars de aquel año (mejor película extranjera, guion y actriz para Marie-Christine Barrault) y será objeto de un remake por Joel Schumacher en 1989. Se tendrás que esperar Le Fabuleux Destin d'Amélie Poulain 25 años más tarde para batir récords en una película francesa.
Las siguientes películas de Tacchella se sitúan en un espíritu análogo con Primo, prima aunque sin obtener necesariamente el mismo nivel de popularidad: Le Pays bleu con Brigitte Fossey, Il y a longtemps que je t'aime con Marie Dubois y Jean Carmet, Croque la vie con Brigitte Fossey de nuevo así como Bernard Giraudeau y Carole Laure.
En 1984, los habitantes de su Escalier C aportan el testimonio de una época, de una generación y de una manera de vivir, inscribiéndose en la tradición del cine francés (los habitantes del inmueble donde tiene lugar Le Crim de Monsieur Lange). Fue miembro del Consejo de Administración de la Filmoteca francesa desde 1981, Presidente en 2001 y Presidente de honor desde 2003.

## Filmografía[4]
Guionista
- 1955: Les héros sont fatigués de Yves Ciampi
- 1957: Typhon a Nagasaki de Yves Ciampi
- 1958: La Loi, c'est la loi de Christian-Jaque
- 1959: Croquemitoufle de Claude Barma
- 1960: Les Honneurs de la guerra de Jean Dewever
- 1961: Le Crims ne paie pas de Gérard Oury
- 1964: Le Gros Coup de Jean Valère
- 1964: Le Voleur de Tibidabo de Maurice Ronet
- 1966: La Longue Marche de Alexandre Astruc
- 1970: Les Jambes en l'air de Jean Dewever
- 1975: Primo, prima (Cousin, cousine) (Premio Louis-Delluc)
- 1981: Croque la vie
- 1984: Escalier C
- 1987: Travelling avant
- 1989: Un toque de infidelidad de Joel Schumacher, adaptación de Primo, prima
- 1990: Las damas galantes (Dames galantes)
- 1992: L'Home de ma vie
- 1994: Cada dia és festa (Tous les jours dimanche)
- 2000: Los que se aman (Les Gens qui s'aiment)

Director ;
Cortos
- 1970: Les Derniers Hiverns
- 1972: Une belle journée

Largometrajes
- 1973: Voyage en Grande Tartarie
- 1975: Primo, prima (Cousin, cousine)
- 1977: Le Pays bleu
- 1979: Il y a longtemps que je t'aime
- 1981: Devora la vida (Croque la vie)
- 1985: Escalier C
- 1987: Travelling avant
- 1990: Las damas galantes (Dames galantes)
- 1992: L'Homme de ma vie
- 1994: Tous les jours dimanche
- 2000: Los que se aman (Les Gens qui s'aiment)

Televisión
- 1987: L'Heure Simenon, Temporada 1, Episodi 2
- 2010: Contes et nouvelles du XIXe siècle: L'Écornifleur

## Premios y distinciones
Premios Óscar
| Año  | Categoría                                     | Película     | Resultado |
| ---- | --------------------------------------------- | ------------ | --------- |
| 1977 | Mejor argumento y guion original              | Primo, prima | Nominado  |
| 1977 | Óscar a la mejor película de habla no inglesa | Primo, prima | Nominado  |

Festival Internacional de Cine de San Sebastián
| Año  | Categoría                            | Película     | Resultado |
| ---- | ------------------------------------ | ------------ | --------- |
| 1976 | Concha de Plata a la mejor dirección | Primo, prima | Ganador   |